# Скворцов Сергій Валерійович
Скворцов Сергій Валерійович (24 квітня 1981 — 19 лютого 2023) — молодший сержант Збройних Сил України, учасник АТО і російсько-української війни, який загинув під час російського вторгнення в Україну.

## Життєпис
Сергій народився 24 квітня 1981 року в місті Чернівці, Чернівецької області.
З 1988 по 1997 рік навчався у загальноосвітній школі №14 у рідному місті. У 1997 році вступив до Чернівецького технікуму залізничного транспорту.
Восени 1999 року був призваний до лав Національної гвардії України та проходив службу у Дніпрі.
З початком АТО у липні 2014 року добровільно вступив до Збройних Сил України і служив до 2015 року.
Після початку повномасштабного вторгнення у лютому 2022 року він повернувся з-за кордону, щоб захистити свою Батьківщину.
Сергій боровся проти держави-агресора у складі 37-го окремого стрілецького батальйону, займав посаду головного сержанта — командира 3-го стрілецького відділення 2-го стрілецького взводу 1-ї стрілецької роти.
Загинув під час виконання бойового завдання 19 лютого 2023 року в Донецькій області. Похований 24 лютого 2023 року на Центральному цвинтарі Чернівців.

## Нагороди
- Нагрудний знак «Учасник АТО»
- Відзнака Президента України «За участь в антитерористичній операції»
- Нагрудний знак «Ветеран війни» (Україна)
- Медаль "На славу Чернівців" (посмертно).[3]